# Erythridula afflicta
Erythridula afflicta är en insektsart som först beskrevs av Beamer 1935.  Erythridula afflicta ingår i släktet Erythridula och familjen dvärgstritar. Inga underarter finns listade i Catalogue of Life.